# Loial
Loial is een personage uit de boekenserie het Rad des tijds van Robert Jordan.
Loial is een Ogier. Hij is erg groot en heeft oren met pluimen. Zijn uiterlijk heeft wel iets van een Trollok. Hun uiterlijk is de enige overeenkomst met de Trolloks want Ogier zijn zeer zachtaardige wezens met een groot verstand. Ze doden het liefst niemand. Ze weten veel van de natuur en de wereld ze kunnen erg oud worden. Op 100-jarige leeftijd wordt een ogier nog jong bevonden. Loial heeft talent voord de boomzangen. Dit is een uitstervend talent.

## Samenvatting van Loials avonturen

### Het Oog van de Wereld
Loial komt in dit boek voor het eerst voor. Hij komt Moiraine Damodred en haar gezelschap hier voor het eerst tegen in een herberg te Caemlin. Loial is dan al 3 jaar op pad. Hij wilde alle Gaarden bekijken. Alleen bleken deze allemaal verdwenen. Loial begeleidt daarom Moiraine, Rhand Altor, Mart Cauton, Perijn Aybara, Lan Mandragoran, Nynaeve Almaeren en Egwene Alveren naar het Oog van de Wereld via de Saidinwegen. Enkel Ogier hebben genoeg kennis om de Saidinwegen veilig te betreden. Ze ontsnappen net op tijd aan Machin Shin en verlaten de wegen in Shienar.

### De Grote Jacht
Loial vertrekt samen met Rhand, Perijn, Mart en de Shienaranen Ingtar en Hurin om de Hoorn van Valere te heroveren van Padan Fajin. Ze gaan naar het zuiden richting Cairhien. Op een avond slaan ze het kamp op bij een Portaalsteen. De volgende dag worden Loial, Rhand en Hurin plotseling wakker in een andere wereld. Hurin en de mysterieuze vrouw Selene leiden hen terug naar de echte wereld. In de stad Cairhien worden zij gevonden door Mart, Perijn, Ingtar en het Shienaraanse leger. Fajin is intussen via de Saidinwegen naar de Kop van Toman gereisd. Ze gaan naar stedding Tsofu, daar komt Loial het Ogiermeisje Erith voor het eerst tegen. Uiteindelijk bereiken ze via een Portaalsteen toch nog de Kop van Toman.

### De Herrezen Draak
Rhand vertrekt richting Tyr. Moiraine, Loial, Lan en Perijn gaan hem achterna. Ze volgen hem daar het spoor dat hij als Ta'veren achter zich laat. In Remen ontmoet Perijn zijn toekomstige vrouw Faile. Ze reist met hen mee. Na enkele aanvallen van de Duistere komen ze aan in Tyr waar Rhand zich uitroept als de Herrezen Draak.

### De Komst van de Schaduw
Perijn, Faile en de Aiel Gaul, Bain en Chiad vertrekken richting Tweewater, Loial wijst ze de weg door de Saidinwegen.
In Tweewater moeten ze het tegen Trolloks en witmantels opnemen. Nadat ze te weten komen dat de Trolloks via de Saidinwegen in Tweewater komen, gaan Loial en Gaul op pad om de poort voorgoed te sluiten. Na de resterende Trolloks te doden is de streek terug veilig. Perijn wordt koning van Tweewater en trouwt met Faile.

### Heer van Chaos
Perijn, Faile, Loial willen zich terug bij Rhand voegen. Onderweg rust de Ogier even in een verlaten stedding bij Wittebrug om het Smachten te voorkomen. In Caemlin komt hij te weten dat zijn moeder, ouder Haman en Erith hem zoeken. Hij vlucht met Rhand naar Cairhien. Hij denkt immers dat hij daarna niet meer vrij kan rondzwerven in de wereld als hij gevonden wordt door zijn moeder en Erith. Nadat Rhand ontvoerd wordt de Witte Toren, volgt hij Perijn naar de slag bij Dumais Bron.

### Een Kroon van Zwaarden
Terug in Cairhien, vraagt Loial Rhand om een interview voor een boek dat hij wil schrijven over de Herrezen Draak. Hij geeft toe dat hij ooit met Erith wil trouwen. Rhand geeft Loial en de Asha'man Karldin een speciale taak. Over de hele wereld alle Saidinpoorten te bezoeken en te sluiten zodat er op die manier geen Trolloks de landen kunnen bereiken.

### Viersprong van Schemer
Loial en Karldin bezoeken elke stedding behalve stedding Shangtai om de Saidinpoort daar te sluiten. In Cairhien komt hij te weten dat Rhand verdwenen is. Hij gaat samen met Logain, Davram Bashere en nog enkele Asha'man en Aes Sedai-zwaardhanden naar hem op zoek. Ze vinden hem in een afgelegen landgoed in Tyr. Bashere, Logain en Loial worden naar Altara gestuurd om te onderhandelen met de Seanchanen.

### Mes van Dromen
Loials moeder, Erith en ouder Haman vinden Loial. Loial trouwt onmiddellijk met Erith. Na een aanval van de Trolloks, moet Loial vertrekken naar de Grote Stronk, een vergadering van Ogier in stedding Shangtai.